# Władysław Czaykowski (adwokat)
Władysław Czaykowski herbu Dębno (ur. 3 lipca 1846 w Samborze, zm. 13 marca 1919 w Wiedniu) – polski adwokat, poseł do austriackiej Rady Państwa i Sejmu Krajowego Galicji.

## Życiorys
Ukończył gimnazjum we Lwowie, a następnie studia prawnicze na Uniwersytecie Lwowskim w 1869, uzyskując na nim tytuł doktora prawa w 1871. Od 1877 był adwokatem w Przemyślu. Posiadacz majątku Łuczyce w pow. przemyskim. 
Członek Rady Powiatu (1884–1914), wiceprezes (1884-1903), prezes (1903-1908) i członek Wydziału Powiatowego (1909–1914) w Przemyślu.
Był posłem do Sejmu Krajowego Galicji VII kadencji (28 grudnia 1895 -  9 lipca 1901), VIII kadencji (28 grudnia 1901 - 12 października 1907) i IX kadencji (15 września 1908 - 2 kwietnia 1913). Wybierany w kadencji VII w kurii I (wielkiej własności) z obwodu wyborczego nr 3 (przemyski), w kadencji VIII w kurii IV (gmin wiejskich) z okręgu wyborczego nr 15 (Przemyśl), w kadencji IX w kurii IV (gmin wiejskich) z okręgu wyborczego nr 26 (Dobromil).
Deputowany do austriackiej Rady Państwa XI (17 czerwca 1907 - 30 marca 1911) i XII kadencji (17 lipca 1911 - 30 stycznia 1918), wybierany z okręgu dwu-mandatowego nr 61 (Przemyśl – Dubiecko – Niżankowice – Dynów – Bircza – Mościska – Dobromil). Zrezygnował z mandatu 30 stycznia 1918 ze względu na stan zdrowia. W parlamencie należał do grupy posłów konserwatywnych (podolaków) Koła Polskiego w Wiedniu, w latach 1909-1911 wiceprezes Koła.

## Rodzina
Syn prawnika Grzegorza Czaykowskiego, burmistrza Sambora. Żonaty ze Stefanią Nowosielecką (zm. w 1909).